# محوطه و گورستان باستانی مراد علی تپه
محوطه و گورستان باستانی مراد علی تپه مربوط به اواخر هزاره دوم ه.ق - اوایل هزاره۱ قم است و در شهرستان سیاهکل، بخش دیلمان، دهستان دیلمان، روستای لور واقع شده و این اثر در تاریخ ۷ اسفند ۱۳۸۶ با شمارهٔ ثبت ۲۱۵۴۵ به‌عنوان یکی از آثار ملی ایران به ثبت رسیده‌است.